# Śmigiel
Śmigiel (Duits: Schmiegel) is een stad in het Poolse woiwodschap Groot-Polen, gelegen in de powiat Kościański. De oppervlakte bedraagt 5,2 km², het inwonertal 5420 (2005).

## Verkeer en vervoer
- Station Śmigiel